# Famille Martel
La famille Martel est une ancienne famille noble originaire de Normandie.

## Famille
Les premiers Martel sont nés entre 1020 et 1070 avec Geoffroy Martel, seigneur de Bacqueville-en-Caux et son frère Guillaume (William) Martel et peut-être Roger Martel et Baudry Martel tous des fils de Nicolas Seigneur de Bacqueville-en-Caux et seigneur de Courcy marié a Avelina ou Albreda de Crépon sœur de Osbern de Crepon et fille de Herfast de Crepon. Toutes les familles de Martel ayant des marteaux sur leurs blason descendent des fils de Nicolas de Bacqueville. Une branche des Martel a pris racine en Angleterre après la conquête de 1066 par Guillaume le conquérant, duc de Normandie.
- Pierre de Martel, seigneur du Parc début du XVe siècle

- Louis-Henry-Charles de Martel, seigneur de Renac , dont :
  - Damien-Charles de Martel, seigneur de Renac en 1730[1],
- Olivier Martel ( -ap. 1602), écuyer, seigneur de la Malonnière et de la Haye de Lavau, épouse Françoise Huchet de la Bédoyère .
- Marie Martel, sœur de Olivier, hérita de lui à sa mort.
mariée à Hardy Bérault, seigneur de Riou.
- Yvonne Martel
- Olivier Martel ( -av. 1669), seigneur de la Malonnière, épouse Marie Charbonneau.
- François Martel ( - ap. 1578), seigneur de la Salle Patissière.
- Anne Martel (- ap. 1623), épouse de Jean de Trévelec, Dame de la Salle Pâtissière.

- Thérèse de Martel épouse Joseph Legrand de Kérambar de La Pommeraye.
- Jacques de Martel, seigneur de Tenuel ou Tannel (en Guénin), épouse Marguerite de Penhouët.

```
    │
    ├─> 
René de Martel
, seigneur du Parc et de la Clairaye,
    │      │    épouse Jeanne du Pas. Fille de Pierre du Pas, Sr de la Grée.
    │      │
    │      └─> 
Jean de Martel
 (
1635
-
1709
), chevalier, capitaine du 
Régiment de Navarre
.
    │             │
    │             └─> X Martel
    │                 │
    │                 └─> 
René de Martel
, fait partie des 132 prisonniers de 
Jean-Baptiste Carrier

    │                        │ envoyé à 
Paris
 pour être jugé. Il est néanmoins relaxé.
    │                        │ 
    │                        └─> 
René Marie Sophie de Martel
 (-
1785
)
[
2
]
,
    │                                │ Seigneur du Pé, Baron de Rié et de Trans.
    │                                │  En premières noces, il épouse Élisabeth de Lavau ( - 
1780
), Dame de La Barre-Théberge (
Trans-sur-Erdre
).
    │                                │   En secondes noces, il épouse la fille d'un riche armateur Thérèse 
Montaudouin
 (-
1827
).
    │                                │
    │                                ├─> 
Françoise de Martel
 ( -
1845
 Trans), épouse d'Yves Couëssin de Kerhaude.
    │                                │
    │                                ├─> 
Marie Rose René Martel
, épouse de René Jean Augustin de Kercabus.
    │                                │
    │                                └─> 
Sophie de Martel
, épouse de 
Aristide Locquet de Grandville
, député, fait construire la Tour du Pé en 
1830
, située rue de la Rivière à 
Saint-Jean-de-Boiseau
.
    │ 
    ├─> 
Jean de Martel
, écuyer, Seigneur de la Clairaye et de la Chesnardière,
    │      │   épouse Henriette d'Ailleray.
    │      │
    │      ├─> 
Jeanne Martel
 (
1644
- )
    │      │
    │      └─> 
Damien de Martel
, Seigneur de la Chesnardière.
    │
    └─> 
Damien de Martel (officier de marine)
 ( - 
1681
), épouse en 
1652
 Judith Champion de Cicé, Lieutenant général des armées navales du Roi, Baron de 
Renac
 acquiert Renac et rend hommage au roi en 
1654
[
3
]
 et est toujours propriétaire en 
1679
.
```

## Blason
Famille Martel, baron de Renac
 D'or à trois marteaux de sable (noir), 2 et 1.,,,
Damien Martel, châtelain de Tannel
D'or à trois marteaux de gueules, 2 et 1..                 Famille Martel de Bacqueville.                         D'or à trois marteaux de gueules (rouges)

## Titres
- Baron de Renac en 1654 et 1730
- Baron de Rietz.
- Damien Martel du Parc, seulement reçu de minorité au sein de l'Ordre de Saint-Jean de Jérusalem le 4 juin 1625[8].

## Seigneuries, terres
- Baron de Renac[5],[6]
- Manoir du Haut et Bas-Gust, Renac en 1679.
- Manoir de la Touche, Renac
- Château de la Vieille-cour, Seigneur de Saint-Just
- Château de la Barre-Théberge, Trans-sur-Erdre
- La Bastardière, Terre, Saint-Jean-de-Boiseau à René Martel en 1717 Sr de la ville-Martel[9].
- Seigneur de la Chesnardière, Terre, La Chapelle-Basse-Mer en 1680 à Charles Martel[9].
- Seigneur de la Clairias ou Clairie, Terre et Juridiction, La Chapelle-Basse-Mer en 1627 à René Martel, en 1663 et 1680 à Charles Martel[9].
- Seigneur de la Haye de Lavau, Lavau-sur-Loire en 1602 à Olivier Martel.
- Seigneur de la Jaillerie, Bouguenais
- Seigneur de la Malonnière, Terre, Le Loroux-Bottereau
- Seigneur du Parc, Le Loroux-Bottereau
- Château du Pé, Saint-Jean-de-Boiseau à Jean de Martel en 1679 et à N. de Martel en 1840.
- Seigneur du Plessis-Glain, Le Loroux-Bottereau
- Seigneur de la Salle-Patissière, Terre et Juridiction, Saint-Herblain en 1578 et 1623[10].
- Seigneur de la Saulais, Bouguenais
- Seigneur de Ténuel, Bouguenais
- Seigneur de la Vairie, Saint-Mars-la-Jaille
- Seigneur de Vaudray ou Vendrey, Le Loroux-Bottereau
- Seigneur de Landepoutre, Jublains

### Origine
(mai 2015).
Si vous disposez d'ouvrages ou d'articles de référence ou si vous connaissez des sites web de qualité traitant du thème abordé ici, merci de compléter l'article en donnant les références utiles à sa vérifiabilité et en les liant à la section « Notes et références ».
Il semble que les familles qui portent actuellement le nom de Martel descendent toutes par filiation agnatique (masculine) du mercenaire Baldric le Teuton, arrivé en Normandie en 1013 à la fin du grand raid qui avait conduit le Danois Olàf Haraldsson, futur saint Olàf, jusqu’en Méditerranée. Olàf avait été appelé au secours par le duc Richard II, lui-même descendant du viking Rollon. En signe solennel d’alliance, Olàf s’était fait baptiser à Rouen le jour de Noël 1013 et, à son départ, avait confié au duc le jeune Baldric et son frère Wiger.
Baldric aurait eu plusieurs filles et six fils avec une fille de Godefroi de Brionne bâtard du duc de Normandie ; parmi ceux-ci, l'aîné, Nicolas Ier de Bacqueville, et Richard de Courcy dont les descendants ont joué un rôle important dans l’histoire de l’Angleterre. Plusieurs d’entre eux participent à la conquête de l’Angleterre en 1066 et en sont récompensés par l’attribution de grands fiefs des deux côtés de la Manche ; pour sa part, Nicolas reçoit à titre principal la seigneurie de Bacqueville-en-Caux, à une quinzaine de kilomètres au sud de Dieppe.
Geoffroy Ier, fils aîné de Nicolas, est le premier à prendre le nom de Martel de Bacqueville, probablement en référence à son fief principal et aux marteaux de combat qui figuraient sur le bouclier de Baldric. Les armoiries des Martel, qui portaient au départ trois marteaux d’or sur fond de gueules, ont par la suite connu de nombreuses déclinaisons au fur et à mesure de la diversification des branches de la famille.

### Généalogie
Depuis 1013, plus de trente générations de Martel se sont succédé et géographiquement dispersées, en oubliant progressivement leurs origines. Plusieurs graphies sont apparues, notamment Martell en Grande-Bretagne et dans les îles anglo-normandes, peut-être Mailloc et Marteau, ainsi que Baskarvyle ou Besceville en Grande-Bretagne. Quelques familles ont conservé la particule nobiliaire mais la plupart l’ont abandonnée sous l’Ancien Régime ou à l’époque de la Révolution ; une famille l’a même perdue pendant la guerre de Cent Ans, puis recouvrée au XVIIIe siècle. Aujourd’hui, les Martel paraissent surtout présents en Normandie, en Touraine et dans le Poitou ainsi qu’au Québec et sur la côte nord-est des États-Unis. Le fichier Geneanet mentionne en 2015 plus de 350 000 Martel en Europe, 45 000 en Amérique du Nord et même 85 en Océanie.
Les branches de la famille ont commencé à prendre une identité propre à partir du milieu du XIIe siècle lorsque, à la différence de ses aïeux, Guillaume Ier Martel répartit pour la première fois ses fiefs entre ses enfants. En particulier, l’aîné, Geoffroy II, reçoit Bacqueville, Roger le fief d’Angerville-la-Martel près de Fécamp, Gautier celui d’Anneville-sur-Seine en aval de Rouen tandis qu’un second Roger semble avoir été capitaine de la citadelle d'York. Seules deux lignées complètes issues, l’une de Geoffroy II, l’autre de Gautier, paraissent connues. Pour les autres, il ne semble exister que des fragments généalogiques.
Après Geoffroy II, la branche aînée conserve quelque temps son prestige malgré le rattachement de la Normandie au domaine royal par Philippe Auguste en 1204. Ensuite, en dépit de quelques périodes fastes, la famille décline lentement jusqu’à s’éteindre à la fin du XVIIe siècle ; la seigneurie de Bacqueville ne représentait plus guère alors que l’équivalent d'une grosse ferme.
La lignée issue de Gautier d’Anneville a renoncé à la noblesse pendant la guerre de Cent Ans et s’est poursuivie par plusieurs générations de bourgeois marchands de Rouen. En 1672, l’un d’eux, Jean Martel, part au Canada comme garde du corps du gouverneur Frontenac. Il y retrouve des Martel sans lien de parenté, épouse probablement une indienne micmac et fait fortune comme magasinier contrôlant le commerce avec la métropole. Lors de la conquête anglaise, en 1758, toute la famille revient en France et Jean-Baptiste Martel, un temps embastillé dans le cadre de « l’affaire du Canada », achète une charge qui lui permet de renouer avec le statut et la particule nobiliaire abandonnés par ses ancêtres trois siècles plus tôt. D’abord regroupée en Touraine, la famille se disperse à partir du milieu du XIXe siècle.

### Personnages célèbres
Le plus célèbre des Martel, Charles Martel, grand-père de Charlemagne et vainqueur de la bataille (mise en doute par les historiens) de Poitiers en 732, était fils de Pépin de Herstal et ne s’appelait pas Martel. Le sobriquet lui a été donné plus tard et ses deux fils Carloman et Pépin le Bref ne l’ont pas repris. Le constat unanime des historiens n’empêche pas de nombreuses familles ou lieux qui portent le nom de Martel de revendiquer une impossible filiation.
Au Moyen Âge, de la bataille d'Hastings jusqu’aux Plantagenet, les Martel de Bacqueville sont les proches des ducs de Normandie et rois d’Angleterre. En 1415, Guillaume VIII Martel est porte-oriflamme du roi de France et trouve peut-être la mort à la bataille d'Azincourt (mais les historiens en doutent).
Plus récemment, Edouard-Alfred Martel (1859 – 1938) a été un spéléologue reconnu, explorateur notamment du gouffre de Padirac.
La famille de Thierry de Martel (1875 – 1940), pionnier de l’école française de neurochirurgie, présente la singularité d’une transmission du nom par les femmes. En effet, en 1808, Camille Louvel de Janville, époux d’Alexandrine Le Seigneur dont la mère était née de Martel, est autorisé à changer son nom avec celui de Martel pour éviter la confusion avec le sieur Louvel, meurtrier du duc de Berry. Janville en Normandie ayant jadis été un fief Martel, il est possible que Thierry de Martel soit issu de Baldric à la fois par les hommes et par les femmes.
Le cognac Martell doit probablement[réf. souhaitée] son nom (ce point ne paraît pas avoir été étudié) à une branche des Martel de Bacqueville très tôt établie à Jersey et dont un descendant a ouvert un commerce à Cognac en 1715.

### Lieux
En Normandie, de nombreux villages et lieux-dits, notamment autour de Fécamp ou à Anneville-sur-Seine, paraissent tenir leur nom des Martel de Bacqueville. De même, Martel et son causse dans le Lot semblent leur devoir leur nom : les armoiries de la ville sont celles de la branche aînée des Martel et datent de l'époque des Plantagenet. Cela expliquerait aussi qu’Henri le Jeune Plantagenêt, frère de Richard Cœur de Lion, ait choisi d’achever ses jours dans le château de Geoffroy II Martel, son ancien compagnon de jeux à la Cour de Londres.
Un rattachement aux Martel de Bacqueville paraît également envisageable - mais reste à démontrer - dans le cas de la commune de Flavy-le-Martel dans l’Aisne, du château de la Roche-Martel à Roiffé dans la Vienne, voire du jardin des Martels à Giroussens dans le Tarn.
En revanche, certains villages ou lieux-dits du nom de Martel doivent leur nom à la légende du saint lanceur[Quoi ?] qui établit une église à l’endroit précis – distant de quelques hectomètres ou kilomètres – où atterrit le marteau qu’il a lancé. C’est par exemple le cas pour Saint-Just-le-Martel, près de Limoges.